# Павлівка (Білогірський район)
Па́влівка (до 1945 року — Тогай, крим. Toğay, рос. Павловка) — село в Україні, у Білогірському районі Автономної Республіки Крим. Підпорядковане Василівській сільській раді.